# Štokmanovo ložisko
Štokmanovo ložisko (rusky Штокмановское месторождение) je největší světové ložisko zemního plynu. Leží na jihu Barentsova moře v jeho ruské části, zhruba 600 kilometrů na sever od Koly. Jeho zásoby se odhadují na 3,8 biliónu krychlových metrů zemního plynu.